# Mazara del Vallo
Mazara del Vallo, aussi appelée Mazare en français, est une ville italienne de la province de Trapani, en Sicile.

## Géographie
Mazara del Vallo est située en bordure de la mer Méditerranée, à l'embouchure du fleuve Mazaro, à moins de 200 km des côtes tunisiennes et du nord de l'Afrique.

## Histoire
En raison de sa position stratégique, Mazara del Vallo a connu au cours des siècles toute une série de dominations : Phéniciens, Grecs, Carthaginois, Romains, Byzantins, Arabes, Berbères, Normands, Souabes, Angevins, Aragons, Bourbons et italiens.
L'origine du site, comme le prouvent plusieurs découvertes archéologiques datées de 12 000 ans av. J.-C., pourrait remonter au Paléolithique supérieur.
Les Phéniciens, peuple de commerçants et de marins, font de Mazara un important emporium marchand au IXe siècle av. J.-C. et la baptisent Mazar, ou la « citadelle » (rocca).
Au VIIe siècle av. J.-C. elle entre dans l'orbite de la colonie grecque voisine Sélinonte, dont elle devient un important avant-poste.
En 406 av. J.-C. elle passe sous la domination de Segeste, qui avec l'aide des Carthaginois conduits par Hannibal, battent Sélinonte.
En 392 av. J.-C. Mazara passe sous la domination de Syracuse, mais en 378 av. J.-C. elle est reconquise par les Carthaginois qui la tiennent jusqu'en 210 av. J.-C.
Après la première guerre punique, le territoire de Mazara est administré par les Romains.
Avant de passer sous la domination byzantine en 535, Mazara connaît aussi l'occupation des Vandales et des Goths.
En 827, la conquête de la Sicile de la part des Arabes commence par Capo Granitola sur le territoire de Mazara del Vallo. Par la suite, la Sicile est partagée en trois circonscriptions : Val di Mazara, la plus étendue, Val Demone et Val di Noto. Grâce à l'introduction de nouvelles cultures apportées par les musulmans, comme les citronniers, les orangers et de nouvelles techniques d'irrigation, l'agriculture recommence à se développer. L'activité portuaire redevient importante pour les échanges commerciaux avec les pays africains et espagnols. Avec le gouvernement de Ibn Mankut, Mazara devient un important centre d'études islamiques pour l'enseignement de la littérature, de la poésie, du droit et de la religion. Le réseau routier du centre historique, connu comme Kasbah, encore visible aujourd'hui, rappelle les influences arabes de la ville.
Avec la domination des Normands (1072) commandés par Roger de Hauteville, la diocèse de Mazara est institué. Après la mort de Frédéric II de Hohenstaufen (1250), Mazara passe aux mains angevines, ensuite au royaume d'Aragon.
L'âge des Aragonais (1282-1409) est caractérisé par la décadence politique, économique et démographique du territoire de Mazara. En vertu du traité de paix d'Utrecht, la Sicile (et donc Mazara aussi) passe à la Maison de Savoie. Les Piémontais gardent la domination de l’île seulement cinq ans.
En l'an 1718, les Espagnols entreprennent une campagne militaire pour reprendre la Sicile à l'Autriche. Après soixante ans de domination autrichienne, Charles de Bourbon réunit la Sicile et le royaume de Naples en 1734. Pendant la domination des Bourbons, de nombreuses installations résidentielles naissent le long des trazzere royales, et sur les bords du fleuve Mazaro, se développent des entreprises pour l'élevage du poisson et pour la viticulture.

## Patrimoine
Le vieux centre historique, enceint à l'origine par les murailles normandes, est composé de nombreuses églises, certaines datant du XIe siècle ainsi qu'un quartier de plan arabe, typique des médinas, appelé « casbah », et caractérisé par un ensemble de petites rues étroites et sinueuses.
Le Théâtre Garibaldi date de 1848. Il se trouve dans la rue dei Molini, actuellement Via del Carmine. Il fut d'abord appelé le Théâtre du peuple et remplaça l'ancien théâtre après les mouvements révolutionnaires de 1848. Le théâtre est construit en trois mois et coute 2355 ducats.
Il est bâti sur des ruines et il est en forme de fer à cheval. Dénommé Théâtre Garibaldi depuis 1862, il ne présente aucune décoration extérieure. L'intérieur est couvert de peintures typiques du folklore sicilien. L'utilisation de bois récupéré sur les vieux bateaux, coques, mâts est très particulière. Il n'est plus utilisé pour des raisons de sécurité. Une restauration est en cours.
Mazara del Vallo abrite de nombreux lieux d'intérêt historique qui rappellent les différentes influences culturelles qui ont marqué son histoire.

### Églises
- La Cathédrale a été construite à l'initiative de Roger Ier de Sicile à la place d'une mosquée à la suite de la création du diocèse en 1093. Elle a été complètement reconstruite, sous la supervision de Don Peter Castro, à la fin du XVIIe siècle en style baroque. À l'intérieur se trouve un ensemble de statues d'Antonello Gagini ayant pour thème la transfiguration du Christ.
- Église San Nicolò Regale (Saint-Nicolas Roi) (appelée également Niculicchia) de 1124 (époque normande)
- Église Notre-Dame de Giummare (Notre-Dame de l'Arche) et l'arche normand (qui est tout ce qui reste de l'ancien château) (époque normande)
- Église San Michele (it) (Saint-Michel), construite sous Roger II de Sicile et transformée au XVIIe siècle dans le style baroque
- Église Santa Caterina (Sainte-Catherine), construite en 1318 et restructurée lors de l'époque baroque
- Église Sant'Egidio, construite en 1424 avec une coupole de style arabo-normand. elle abrite aujourd'hui un musée.
- Église San Francesco (it) (Saint-François). C'est un exemple du baroque sicilien, riche en polychromies et décorations diverses.

### Musée
- Le musée diocésain, inauguré en 1993 à l'occasion du neuvième centenaire de la fondation du diocèse, recueille le riche patrimoine de la cathédrale. Le musée, situé dans le séminaire épiscopal, porte le nom de Vito Ballatore, l'architecte qui a restructuré le site. Le musée est géré dans les premières années par une association de bénévoles laïcs (Associazione amici del museo diocesano, soit « Association des amis du musée diocésain ») et, ensuite, par le curé de la cathédrale. Les objets liturgiques qui s'y trouvent sont toujours utilisés dans le cadre du fonctionnement courant de la cathédrale et lors des processions.
- Le musée régional du Satyre dansant, dans l'ancienne église Sant'Egidio, place du Plebiscito. Il abrite depuis octobre 2005 une sculpture en bronze de deux mètres connue sous le nom de Satyre dansant (Satiro danzante), remontée en mars 1997, par un pêcheur sous le commandement du capitaine Francesco Adragna, depuis 480 mètres de profondeur dans les eaux du détroit de Sicile. Après avoir été restaurée et exposée quelque temps à Rome, au Montecitorio, la statue est revenue à Mazara avant de repartir quelque temps pour être exposée à l'Exposition universelle de 2005 à Aichi, au Japon, au pavillon d'Italie.

### Sites archéologiques
À proximité de la ville, se trouvent des sites archéologiques avec des tombes datant du néolithique à Roccazzo, et les vestiges d'une villa romaine à Costa di Piraino.

## Réserves naturelles
- Gorghi Tondi
- Lac Preola
- Réserve de Capo Feto
- Banco Scherchi. Des amphores romaines quasi-intactes y ont été trouvées[3].

## Économie
Les activités économiques de la ville sont essentiellement la pêche, l'agriculture et l'industrie navale et alimentaire, en particulier celle du poisson. C'est un port de pêche très important en Italie, avec une flotte de 350 grands bateaux de pêche (grandi motopescherecci d'altura) et environ 4 000 pêcheurs. Aujourd'hui, Mazara est le plus important port de pêche de toute l'Italie, qui emploie presque exclusivement de la main-d'œuvre nord-africaine. C'est la pêche qui entraîne toute l'économie locale. 
La production viticole, des agrumes et des olives est d'égale importance avec le tourisme.

## Personnalités
- Saint Vit, mort pendant les persécutions de Dioclétien (n. 290)
- Al Imâm Abû 'Abdi Llâh Al Mâzarî, célèbre théologien musulman sunnite (n. 1060)
- Gian Giacomo Adria ou Adria Johannes Jacobus de Paulo (né à Mazara del Vallo circa 1485), médecin, historien et humaniste
- Pietro Consagra, sculpteur (1920 - 2005)

## Administration
| Période                                  | Période       | Identité            | Étiquette                          | Qualité |
| ---------------------------------------- | ------------- | ------------------- | ---------------------------------- | ------- |
| 1995                                     | 1999          | Giovanni D'Alfio    | L'Olivier (centre gauche)          |         |
| juin                                     | novembre 1999 | Pierangelo Grimaudo | Maison des libertés (centre droit) |         |
| 1999                                     | 27 juin 2004  | Nicolò Vella        | Maison des libertés (centre droit) |         |
| 27 juin 2004                             | juin 2009     | Giorgio Macaddino   | Indépendant / centre               |         |
| juin 2009                                | En cours      | Nicola Cristaldi    | PDL (centre droit)                 |         |
| Les données manquantes sont à compléter. |               |                     |                                    |         |

### Hameaux
Borgata Costiera, Mazara Due

### Communes limitrophes
Campobello di Mazara, Castelvetrano, Marsala, Petrosino, Salemi

### Évolution démographique
La population de Mazara est composée environ de 3000 immigrés, en provenance surtout du Nord de l'Afrique, employés depuis plus de 25 ans dans les activités piscicoles, agricoles et artisanales de la ville.
Habitants recensés